# Заказик
Заказик (на арабски: الزقازيق, още: Загазиг, ез-Заказик) е град в Египет, столица на мухафаза Шаркия. Градът се намира в източната част на делтата на Нил, на 47 километра с влак в посока север-североизток от столицата Кайро.
Градът има аселение от 396 852 жители (по приблизителна оценка от юли 2018 г.). Заказик е център на търговията с памук и зърно.
В Заказик са родени полковник Ахмед Ораби, който води въстанието срещу британците през 1882 година, и коптския египетски журналист, философ и социален критик Салама Муса.
Заказикският университет е един от най-големите в Египет. В Заказик се намира и филиал на най-големия ислямски университет в света – Ал-Азхар.
На три километра югоизточно от града се намират руините на древноегипетския град Бубастис.